# Peter Wildeblood
Peter Wildeblood (Alassio, 19 de maig de 1923 - Victoria, Colúmbia Britànica, 14 de novembre de 1999) va ser un periodista, novel·lista, dramaturg i activista anglocanadenc pels drets dels homosexuals. Va ser un dels primers homes del Regne Unit a declarar públicament la seva homosexualitat.

## Biografia
Peter Wildeblood va néixer a Alassio el 1923. Va ser l'únic fill de Henry Seddon Wildeblood, un enginyer retirat del Departament d'Obres Públiques de l'Índia, i d'Isabel Winifred, nascuda com a Evans, filla d'un ranxer d'ovelles a l'Argentina. Es va criar a la casa dels seus pares, a prop del bosc d'Ashdown. La seva mare era considerablement més jove que el seu pare i més tard Wildeblood es va preguntar si això havia afectat el seu desenvolupament.
Wildeblood va guanyar una beca pel Radley College i després el 1941 va assistir al Trinity College (Oxford), però es va retirar després de deu dies a causa de la mala salut. Poc després, es va oferir com a voluntari de la Royal Air Force (RAF) i es va formar com a pilot a Rhodèsia del Sud. No obstant això, després d'una sèrie d'accidents, va ser castigat, es va convertir en un meteoròleg de la RAF i es va quedar a Rhodèsia del Sud per a la resta de la guerra. Després de la desmobilització, va reprendre els estudis al Trinity College, on es va inclinar per un cercle homosexual en el teatre i les arts.
Després d'Oxford, Wildeblood es va dedicar al periodisme i va escriure per a la delegació regional del Daily Mail a Leeds. Després va treballar a les mateixes oficines del diari al Fleet Street, primer com a corresponsal reia i després com a corresponsal diplomàtic. En aquest moment, Wildeblood va començar una relació amb un caporal de la RAF anomenat Edward McNally i li va escriure una sèrie de cartes d'amor apassionat. Aquestes cartes van ser ser una part crucial de les proves que van condemnar-se per conspiració per incitar a actes d'indecència greu.
L'estiu de 1953 Edward Douglas-Scott-Montagu va oferir a Wildeblood poder utilitzar una cabana de platja, a prop de la seva casa de camp. Wildeblood hi va dur dos joves militars de la RAF: el seu amant Edward McNally i John Reynolds. S'hi va unir el cosí de Montagu Michael Pitt-Rivers. En el judici posterior, els dos pilots van afirmar que no havien estat ballant i duent a terme un "comportament abandonat" a la reunió. Wildeblood va dir que havia estat, de fet, "molt avorrit". Montagu va afirmar que tot havia estat molt innocent: "Teníem algunes begudes, vam ballar, ens vam besar, això és tot".
Detingut el 9 de gener de 1954, al març el mateix any Wildeblood va ser declarar davant els tribunals britànics acusat de "conspiració per incitar a certes persones de sexe masculí de cometre delictes greus amb persones del sexe masculí" (o "sodomia"). Wildeblood va ser acusat juntament amb Lord Montagu i Michael Pitt-Rivers, i durant el judici va admetre la seva homosexualitat. Montagu va rebre una sentència de dotze mesos, mentre que Wildeblood i Pitt-Rivers van ser condemnats a divuit mesos de presó com a resultat d'aquests i altres càrrecs. El resultat del judici va donar lloc a una investigació que es va acabar plasmant en l'informe Wolfenden, que el 1957 va recomanar la despenalització de l'homosexualitat al Regne Unit. El testimoni de Wildeblood al comitè Wolfenden va ser influent en les seves recomanacions.
El 1955 va publicar un llibre sobre el cas, Against the Law, on detallava les seves experiències a mans de la legislació i l'establishment britànic i on va treure a la llum les pèssimes condicions a la presó Wormwood Scrubs. L'obra va impulsar campanyes per reformar la presó i la llei sobre l'homosexualitat. C. H. Rolph va escriure al New Statesman que Against the Law era "el llibre més noble, més enginyós i més espantós sobre una presó". Per Wildeblood, "no era més que part de la història que havia estat implícita en mi des del dia que vaig néixer".
Va escriure un segon llibre sobre l'homosexualitat l'any següent, propulsat —segons diu en el primer capítol— per la forta resposta a Against the Law de persones que es van adreçar a ell directament per agrair-li que hagués obert el tema. A Way of Life inclou dotze assaigs que descriuen diferents vides viscudes amb l'homosexualitat entre la gent que l'havia contactat. Els assajos van servir a més per normalitzar l'homosexualitat i revelar la seva existència, llavors encara oculta, en tots els àmbits de la vida.
Després del judici i el seu posterior empresonament, Wildeblood es va convertir en productor i guionista de televisió i al llarg de la dècada de 1960 i 70 va participar en diverses produccions; en concret, per Granada Television i, després, CBC Toronto. Wildeblood va escriure la lletra de la música de Peter Greenwell i del musical londinenc The Crooked Mile, una peça d'avantguarda de 1959 situada en els baixos fons del Soho. També va decidir fer campanya públicament pels drets dels homosexuals i va testificar davant del comitè Wolfenden i de la Cambra dels Lords.
El seu paper en la despenalització de l'homosexualitat de l'any 1967 es va tractar en el docudrama de Channel 4 A Very British Sex Scandal.
Wildeblood es va traslladar al Canadà i es va convertir en ciutadà del país en la dècada de 1980. El 1994,va patir un vessament cerebral que el va deixar sense parla i tetraplègic. Va morir a Victoria (Colúmbia Britànica) el 1999.